# أميبيات
المتموريات أو الأميبيات أو الطلائعيات الأميبية (الاسم العلمي: Amoebozoa) هي شعبة من الطلائعيات تتبع قسم أحاديات السوط. وهي مجموعة واسعة من الأوليات أميبيات الحركة، تضم غالبية المتحركات عن طريق التدفق السيتوبلازم الداخلي.

## التصنيف
- الجبائل
  - الجواذر
    - الفصية
      - الأميبيات الطويلة